# جلكى بياكو
جلكى بياكو (الاسم العلمي:†Mayomyzon pieckoensis) هي نوع منقرض من اللافكيات تتبع جنس الجلكى المايو من فصيلة الجلكيات المايو.